# Isotretinoïna
La isotretinoïna, també coneguda com àcid 13-cis-retinoic, és un medicament que s'utilitza per tractar malalties de la pell com ara la ictiosi arlequí i la ictiosi lamel·lar, i l'acne quística greu o l'acne moderada que no respon a antibiòtics. La isotretinoïna es fa servir fora de fitxa tècnica per tractar el carcinoma basocel·lular i el carcinoma de cèl·lules escatoses, tot i que l'evidència clínica suggereix que no és eficaç en aquests casos. És un retinoide, és a dir, està relacionat amb la vitamina A, i es troba de manera natural al cos en petites quantitats. El seu isòmer, la tretinoïna, també és un fàrmac efectiu contra l'acne.
Els efectes adversos més comuns són llavis secs (quilitis), pell seca i fràgil (xerodèrmia), ulls secs i una major susceptibilitat a les cremades solars. Els efectes secundaris menys freqüents poden incloure dolors musculars (miàlgies) i mals de cap. Alguns d'aquests efectes secundaris poden persistir fins molt de temps després de la suspensió de l'ús del fàrmac. La isotretinoïna pot causar insuficiència hepàtica, per tant, els pacients s'han de sotmetre sovint a anàlisis de sang per tal de monitorar la funció hepàtica. La isotretinoïna, per la seva semblança amb l'àcid retinoic, un derivat natural de la vitamina A que controla el desenvolupament embrionari, pot travessar la barrera placentària i entrar en contacte amb l'embrió o el fetus causant defectes congènits. El seu ús també està associat amb efectes secundaris psiquiàtrics, el més freqüent és la depressió, però també pot provocar psicosi i altres comportaments anòmals. Altres efectes secundaris rars inclouen hiperostosi i tancament epifisial prematur, tots dos amb efectes persistents en el temps.
La isotretinoïna es va patentar el 1969 i  es va aprovar per a ús mèdic el 1982. El 2021, va ser el 264è medicament més prescrit als Estats Units, amb més d'un milió de receptes. A Espanya està comercialitzat com Dercutane, Flexresan, Isdiben, Isoacne, Isotiorga i Mayesta.

## Usos mèdics
L'ús principal de la isotretinoïna és per al tractament de l'acne quística persistent.  Molts dermatòlegs també en defensen l'ús per al tractament de graus menors d'acne resistent a altres tractaments, acne que deixi cicatrius o que provoqui patiment psicològic. La isotretinoïna no està indicada per al tractament de l'acne prepuberal i no es recomana en pacients menors de dotze anys.
També té una efectivitat, tot i que reduïda, en casos d' hidroadenitis supurativa i en alguns casos de rosàcia severa. També es pot utilitzar per ajudar a tractar la ictiosi arlequí, la ictiosi lamel·lar i en casos de xerodèrmia pigmentada per tal d'alleujar la queratosi produïda per aquests trastorns. La isotretinoïna s'ha usat en el tractament d'una malaltia extremadament rara, la fibrodisplàsia ossificant progressiva. Al Japó també s'ha fet servir per al tractament del neuroblastoma pediàtric, però les dades de la seva eficàcia no són concloents i no se n'ha aprovat l'ús amb aquesta indicació en cap altre país.
A més, la teràpia amb isotretinoïna, en condicions experimentals, ha demostrat ser eficaç contra les berrugues genitals, però gairebé mai s'utilitza per a aquesta indicació, ja que hi ha tractaments més efectius. La isotretinoïna es pot usar com una alternativa sistèmica eficaç i segura en la teràpia de tractament del condiloma acuminat recalcitrant de coll uterí. A la majoria dels països, aquesta teràpia actualment no està aprovada i només es fa servir quan la resta de teràpies fracassen.

### Restriccions  a l'hora de prescriure
La isotretinoïna és un teratogen; hi ha entre el 20 i el 35% de probabilitats que provoqui defectes congènits en aquells nadons exposats al fàrmac in utero, i entre el 30 i el 60% de probabilitats que els nens exposats a isotretinoïna prenatalment presentin deteriorament neurocognitiu. A causa d'aquest risc, hi ha uns controls molt estrictes a l'hora de prescriure isotretinoïna a dones que puguin quedar (o estar) embarassades mentre prenen aquest medicament i, fins i tot, es recomana que s'interrompi l'embaràs a causa d'aquest factor de risc del 20-60%. Tampoc es recomana l'ús d'isotretinoïna en  aquelles dones que estiguin alletant a un infant.
Als Estats Units, des de març del 2006, la dispensació d'isotretinoïna es duu a terme a través del programa iPLEDGE, sota la direcció de la Food and Drug Administration. Els metges, els farmacèutics i totes les persones a qui es prescriu el medicament han de registrar-se al lloc web i entrar-hi la informació que se'ls requereix. Les dones en edat fèrtil s'han de comprometre a utilitzar dues formes eficaces d'anticoncepció simultàniament durant la durada del tractament amb isotretinoïna, durant el mes abans i durant el mes després del tractament. A més, han de presentar dues proves d'embaràs negatives consecutives amb un interval de trenta dies i presentar noves proves d'embaràs negatives abans que s'escrigui cada nova recepta.
A la majoria dels països, la isotretinoïna només la poden prescriure dermatòlegs o metges especialistes; alguns països permeten un nombre de receptes limitades per part dels metges de capçalera. Al Regne Unit i Austràlia, la isotretinoïna només es pot prescriure sota la supervisió d'un dermatòleg. Com que l'acne quística severa té el potencial de causar cicatrius permanents en un període curt, totes aquestes restriccions, que de vegades n'impedeixen l'accés més immediat, poden arribar a ser bastant controvertides. A Nova Zelanda, qualsevol metge pot prescriure isotretinoïna, però només se subvenciona quan ho prescriu un metge de capçalera, un dermatòleg o una infermera autoritzada.

## Efectes adversos
Dosis més elevades donaran lloc a una toxicitat més elevada, semblant a la toxicitat de la vitamina A. Els efectes adversos inclouen:
|                                         | Segons la informació que apareix al prospecte | Segons la informació que apareix al prospecte                                              | Segons la informació que apareix al prospecte                                                   | Segons la informació que apareix al prospecte | Segons la informació que apareix al prospecte                                     | Segons estudis       |
| Tipus de desordres                      | Molt freqüents (≥ 1/10) | Freqüents (≥ 1/100, < 1/10)                                                                | Rars (≥ 1/10.000,< 1/1000)                                                                      | Molt rars (≤ 1/10.000) | Freqüència desconeguda                                                            | Freqüència           |
| --------------------------------------- | --- | ------------------------------------------------------------------------------------------ | ----------------------------------------------------------------------------------------------- | --- | --------------------------------------------------------------------------------- | -------------------- |
| Infeccions                              | |                                                                                            |                                                                                                 | - Infeccions bacterianes grampositives (mucocutànies) |                                                                                   |                      |
| Sistemes sanguini i limfàtic            | - Anèmia - Augment de la velocitat de sedimentació globular - Trombocitopènia - Trombocitèmia                                                               | - Neutropènia                                                                              |                                                                                                 | - Limfadenopatia |                                                                                   |                      |
| Sistema immunitari                      | |                                                                                            | - Reaccions al·lèrgiques cutànies - Reaccions anafilàctiques - Hipersensibilitat                | |                                                                                   |                      |
| Metabolisme                             | |                                                                                            |                                                                                                 | - Diabetis mellitus - Hiperuricèmia |                                                                                   |                      |
| Psiquiatria                             | |                                                                                            | - Depressió - Depressió greu - Tendències agressives - Ansietat - Alteracions de l'estat d'ànim | - Comportament anormal - Trastorn psicòtic - Idees suïcides - Intent de suïcidi - Suïcidi |                                                                                   | Psiquiàtrics: 25.15% |
| Sistema nerviós                         | | - Cefalea                                                                                  |                                                                                                 | - Hipertensió intracranial idiopàtica - Convulsions - Ensopiment - Mareig |                                                                                   |                      |
| Ull                                     | - Blefaritis - Conjuntivitis - Sequetat ocular - Irritació ocular                                                                                           |                                                                                            |                                                                                                 | - Visió borrosa - Cataractes - Daltonisme - Intolerància a les lents de contacte - Opacitat còrnia - Disminució de la visió nocturna - Queratitis - Papil·ledema - Fotofòbia - Alteracions visuals                                                              |                                                                                   |                      |
| Oïda                                    | |                                                                                            |                                                                                                 | - Alteracions auditives |                                                                                   |                      |
| Vascular                                | |                                                                                            |                                                                                                 | - Vasculitis (per exemple, granulomatosi amb poliangiïtis, vasculitis al·lèrgica) |                                                                                   |                      |
| Respiratori, toràcic i mediastínic      | | - Epistaxi - Sequetat nasal - Rinofaringitis                                               |                                                                                                 | - Broncoespasme (particularment en pacients que pateixen asma) - Ronquera |                                                                                   |                      |
| Gastrointestinal                        | |                                                                                            |                                                                                                 | - Colitis - Iileïtis - Gola seca - Hemorràgia gastrointestinal - Diarrea hemorràgica - Malaltia inflamatòria intestinal - Nàusea - Pancreatitis |                                                                                   |                      |
| Hepatobiliar                            | - Augment de la transaminasa |                                                                                            |                                                                                                 | - Hepatitis |                                                                                   |                      |
| Pell i teixit subcutani                 | - Quilitis - Dermatitis - Pell seca - Exfoliació localitzada - Pruïja - Èczema eritematós - Fragilitat cutània (amb risc de trauma friccional) - Paroníquia |                                                                                            | - Alopècia- caiguda dels cabells degut a l'efluvi telogènic                                     | - Acne fulminant - Agreujament de l'acne - Eritema (facial) - Exantema - Trastorns capil·lars - Hirsutisme - Onicosi - Paroníquia - Reaccions de fotosensibilitat - Trastorns pilosos - Granuloma piogènic - Hiperpigmentació cutània - Augment de la sudoració | - Eritema multiforme - Síndrome de Stevens-Johnson - Necrolisi epidèrmica tòxica. | 100%                 |
| Teixit musculoesquelètic i connectiu    | - Artràlgia - Miàlgia - Mal d'esquena |                                                                                            |                                                                                                 | - Artritis - Calcinosi (calcificació dels lligaments i tendons) - Fusió epifisial prematura - Exostosi - Hiperostosi - Osteopènia - Tendinitis | - Rabdomiòlisi                                                                    |                      |
| Sistemes renal i urinari                | |                                                                                            |                                                                                                 | - Glomerulonefritis | - Orina d'un color més fosc                                                       |                      |
| Sistema reproductor i trastorns mamaris | |                                                                                            |                                                                                                 | | - Disfunció sexual, inclosa la disfunció erèctil i la disminució de la libido     |                      |
| General                                 | |                                                                                            |                                                                                                 | - Augment de la formació del teixit granular - Malestar |                                                                                   |                      |
| Investigació                            | - Augment dels triglicèrids - Disminució del HDL | - Augment del colesterol en sang - Augment de la glucosa en sang - Hematúria - Proteïnúria |                                                                                                 | - Augment de la creatina-cinasa |                                                                                   |                      |

### Possibles efectes permanents
Alguns dels efectes de la isotretinoïna poden ser permanents. Hi ha indicis que això es deu a la inducció de l'apoptosi a les glàndules sebàcies, les glàndules de Meibom, les cèl·lules hipotalàmiques, les cèl·lules de l'hipocamp, les cèl·lules de melanoma B16F-10 les cèl·lules de la cresta neural o les cèl·lules mare entre d'altres. La inducció de l'apoptosi en aquestes cèl·lules en canvia l'epigenètica i n'escurça els telòmers.
La isotretinoïna pot aturar el creixement dels ossos llargs en joves que encara estan creixent. Aquest tancament epifisial prematur es pot produir en persones que reben dosis recomanades d'isotretinoïna.
Se sap que la isotretinoïna causa una disfunció de la glàndula de Meibom que desencadena una queratoconjuntivitis seca persistent (ull sec). Aquests problemes amb les glàndules de Meibom i salivals es deuen probablement a l'apoptosi no selectiva de les cèl·lules de les glàndules exocrines. Sembla que en algunes persones la disminució de la visió nocturna persisteix després de la interrupció de la teràpia amb isotretinoïna, tot i que la majoria d'aquests casos en què la visió nocturna es veu afectada semblen resoldre's després de la suspensió d'aquest medicament.

### Sexual
La isotretinoïna també s'associa amb dos efectes secundaris sexuals permanents: la disfunció erèctil i la reducció de la libido. L'octubre de 2017, la MHRA del Regne Unit va emetre una actualització de seguretat per a aquest medicament en resposta als informes rebuts sobre aquests problemes. Això va ser una conseqüència d'una revisió  duta a terme a la UE, que es va publicar l'agost d'aquell any. Aquella revisió proposava com a explicació fisiològica plausible d'aquests efectes secundaris "una reducció de la testosterona plasmàtica". La revisió també va declarar que "la fitxa tècnica del producte s'havia d'actualitzar per tal d'incloure" la disfunció sexual, com ara la disfunció erèctil i la disminució de la libido "com a efectes no desitjats amb una freqüència desconeguda". També hi ha altres informes que citen trastorns de l'espermatogènesi, com ara l'oligospèrmia.

### Pell
Els efectes secundaris més freqüents són els mucocutanis: llavis, pell i nas secs. Altres efectes secundaris mucocutanis comuns són la inflamació i el trencament dels llavis (quilitis), l'enrogiment de la pell (eritema), erupcions, descamació, èczema (dermatitis), picor (pruïja) i sagnat nasal (epistaxis). L'absència de sequedat als llavis es considera una indicació d'incompliment del tractament (és a dir, no prendre el medicament com s'aconsella), ja que es produeix en gairebé totes les persones que el prenen.
Es recomana l'ús regular de bàlsam labial i crema hidratant durant tot el tractament per reduir aquests problemes. És possible que s'hagi de reduir la dosi del medicament per tal de reduir la gravetat d'aquests efectes secundaris. La pell es torna més fràgil, especialment en àrees de fricció, i pot ser que no es curi tan ràpidament com de costum. La cicatrització de les ferides es retarda. Per aquest motiu, no es recomana la cirurgia electiva, la depilació amb cera, els tatuatges, l'eliminació de tatuatges, els pírcings, la dermoabrasió, l'exfoliació, etc. El tractament de les cicatrius d'acne generalment s'ajorna fins dotze mesos després de la finalització del curs d'isotretinoïna.

### Teratogenicitat
La isotretinoïna és un teratogen amb elevades probabilitats de produir defectes de naixement si es pren durant l'embaràs o fins i tot poc abans de la concepció. Alguns dels efectes teratogènics més comuns que pot causar aquest fàrmac són la discapacitat auditiva i visual, lòbuls de les orelles desapareguts o malformats, dismorfisme facial i anomalies de la funció cerebral. La FDA i la ADEC (Australian Drug Evaluation Comitee) classifiquen les medicines que es poden prendre durant l'embaràs. En aquesta classificació la isotretinoïna es troba a la categoria X, és a dir, que el seu ús està contraindicat durant l'embaràs. A la UE, la isotretinoïna (oral) està contraindicada durant l'embaràs i les dones en edat fèrtil només el poden prendre si compleixen les condicions que s'especifiquen en el programa de prevenció de l'embaràs.
El fabricant recomana descartar l'embaràs dues setmanes abans de l'inici de la teràpia amb isotretinoïna, i les dones han d'utilitzar dues formes simultànies d'anticoncepció efectiva des d'almenys un mes abans de l'inici, durant i fins un mes després d'acabar-la.
Entre el 1982 i el 2000, als EUA, unes 2000 dones van quedar-se embarassades mentre prenien aquest fàrmac; la majoria dels embarassos van acabar en avortament o avortament espontani i van néixer uns 160 nadons amb defectes congènits. Arran d'això la FDA va establir el programa iPLEDGE i la conseqüència va ser que el 2011 es van produir només 155 embarassos (0,12%) entre les 129.544 dones en edat fèrtil que prenien isotretinoïna.
Com que la isotretinoïna és un agent teratogen, les persones que en prenen no poden donar sang durant i fins almenys un mes després de la interrupció de la teràpia.

### Efectes psicològics
Els efectes secundaris psicològics rars inclouen depressió, empitjorament d'una depressió preexistent, tendències agressives, estat d'ànim irritable i ansietat. Els efectes molt rars inclouen comportament anormal, psicosi, ideació suïcida, intents de suïcidi i suïcidi. Fins al 31 de març de 2017 l'MHRA del Regne Unit havia rebut un total de 5.577 notificacions relacionades amb reaccions adverses de la isotretinoïna, un gran nombre d'aquestes (1.207, o el 22%) detallaven efectes psiquiàtrics. D'entre tots aquests hi havia 85 informes d'ideacions suïcides, 56 de suïcidi i 43 d'intents de suïcidi.
La isotretinoïna disminueix el metabolisme cerebral a l'escorça orbitofrontal en un 21% de mitjana, aquesta àrea cerebral és coneguda per mediar els símptomes de la depressió.
L'associació entre l'ús d'isotretinoïna i la psicopatologia que causa és controvertida. A partir de 1983, van començar a sortir informes de casos aïllats que suggerien canvis d'humor, especialment depressió, durant o poc després d'iniciar l'ús d'isotretinoïna. Des de llavors s'han dut a terme diversos estudis per elucidar la relació d'aquest fàrmac amb la depressió, la psicosi, els pensaments suïcides i altres efectes secundaris psicològics.

#### Depressió i tendències suïcides
La isotretinoïna és l'únic fàrmac no psiquiàtric inclòs en la llista de la FDA de fàrmacs que poden tenir més tendència a causar depressió; en aquesta llista es troba entre els deu primers, com també ho fa a la llista de fàrmacs que poden estar associats a causar intents de suïcidi. Des del 2005 als envasos d'isotretinoïna als Estats Units hi ha una advertència a la capsa que alerta de la possibilitat de patir ideació suïcida, depressió i psicosi. El març de 2018, l'Agència Europea de Medicaments va emetre una advertència sobre un possible risc de trastorns neuropsiquiàtrics (com ara depressió, ansietat i canvis d'humor) associada a l'ús de retinoides orals, inclosa la isotretinoïna, encara que les limitacions de les dades disponibles no els permetien establir si aquest risc es devia exclusivament a l'ús de retinoides.
Un estudi de cohort retrospectiu suec amb 5.756 pacients va mostrar un risc significativament elevat d'intents de suïcidi des dels sis mesos després de l'inici del tractament fins uns dos anys després d'acabar-lo.
El 2012, una revisió sistemàtica que cobria tots els articles científics existents relacionats amb la isotretinoïna, la depressió i el suïcidi, així com també articles relacionats amb l'efecte de classe, la relació dosi-resposta i la plausibilitat biològica, va trobar que la literatura revisada era coherent amb una associació entre l'administració d'isotretinoïna i la depressió i el suïcidi en un subgrup d'individus vulnerables. Després d'aquesta revisió sistemàtica, en una revisió del 2014 un grup de dermatòlegs i psiquiatres australians van col·laborar en l'elaboració d'un conjunt de recomanacions per a la prescripció segura d'isotretinoïna. No obstant això, la causalitat entre l'ús d'isotretinoïna i les malalties mentals continua sent un tema controvertit.
L'evidència que la depressió s'associa causalment amb l'ús d'isotretinoïna inclou 41 informes amb resultat positiu del test challenge/dechallenge/rechallenge. Aquest test implica l'administració d'isotretinoïna, la posterior retirada d'aquest fàrmac i, finalment, la seva readministració. En la majoria d'aquests casos els participants no tenien antecedents psiquiàtrics. També hi ha una relació temporal entre el desenvolupament de la depressió i l'inici del tractament amb isotretinoïna. En la majoria dels casos la depressió sol aparèixer després d'1-2 mesos de tractament. A més, dosis més altes d'isotretinoïna augmenten el risc de desenvolupar depressió: a dosis de 3 mg/kg/dia, un 25% de les persones desenvolupen depressió. Per contra, a dosis normals només del 3-4% dels pacients en desenvolupen. Els estudis han descobert diversos processos biològics que podrien explicar de manera creïble els canvis afectius induïts per la isotretinoïna. 

#### Psicosi
La isotretinoïna també s'ha associat a episodis de psicosi. Molts dels efectes secundaris de la isotretinoïna són similars als símptomes de la hipervitaminosi A, i aquesta s'ha associat a símptomes psicòtics. La hipòtesi de la dopamina en l'esquizofrènia i la psicosi suggereix que un augment de l'estimulació o de la sensibilitat dopaminèrgica en el sistema límbic provoca símptomes psicòtics.
S'ha suggerit que la desregulació dels receptors de retinoides per retinoides com la isotretinoïna podria causar esquizofrènia. L'evidència d'això és triple: l'activació transcripcional del receptor D2 de dopamina –a més dels receptors de serotonina i glutamat– està regulada per l'àcid retinoic; l'esquizofrènia i la cascada de retinoides estan associats als mateixos loci genètics; i per acabar, la disfunció dels retinoides causa anomalies congènites idèntiques a les observades en persones amb esquizofrènia. A més, s'ha demostrat que l'expressió dels receptors de dopamina està regulada per l'àcid retinoic.

### Musculoesquelètic
La isotretinoïna té una sèrie d'efectes musculoesquelètics. La miàlgia (dolor muscular) i l'artràlgia (dolor articular) són efectes secundaris habituals. Els retinoides, com per exemple l'etretinat a dosis altes, són ben coneguts per causar canvis ossis, entre els quals el més comú és la hiperostosi (creixement ossi excessiu), especialment en nens i adolescents en edat de creixement. Tot i que un creixement excessiu dels ossos s'ha proposat com un possible efecte secundari de la isotretinoïna, una revisió duta a terme l'any 2006 en va trobar poques proves. Altres problemes inclouen el tancament epifisari prematur i la calcificació de tendons i lligaments. Els ossos de la columna vertebral i els dels peus són els més afectats. Els factors de risc per patir aquests efectes secundaris que afecten el sistema musculoesquelètic inclouen edats avançades, dosis més elevades i tractaments més llargs. La majoria d'aquests canvis ossis no causen símptomes i només es poden detectar fent servir tècniques de radiologia.

### Gastrointestinal
La isotretinoïna pot causar símptomes gastrointestinals inespecífics com ara nàusea, diarrea i dolor abdominal. Aquest fàrmac s'associa amb la malaltia inflamatòria intestinal colitis ulcerosa, però no amb la malaltia de Crohn. També hi ha informes de persones que desenvolupen síndrome de l'intestí irritable i empitjorament dels símptomes d'aquesta síndrome en aquells pacients que ja la patien abans de començar el tractament.

### Ulls
Se sap que la isotretinoïna i altres retinoides afecten els ulls. Els ulls secs són molt freqüents durant el tractament i la causa d'això és l'efecte apoptòtic de la isotretinoïna sobre les glàndules de Meibom. A conseqüència d'això, algunes persones desenvolupen intolerància a les lents de contacte. En algunes persones, aquests canvis són de llarga durada o irreversibles i provoquen una disfunció de la glàndula de Meibom. Altres efectes comuns sobre els ulls inclouen inflamació de la parpella (blefaritis), ulls vermells causats per conjuntivitis i irritació ocular. Els efectes secundaris oculars més rars inclouen visió borrosa, disminució de la visió nocturna (que pot ser permanent), daltonisme, desenvolupament d'opacitats corneals, inflamació de la còrnia (queratitis), inflamació del disc òptic (papil·ledema, associat a la hipertensió intracranial idiopàtica), fotofòbia i altres trastorns visuals.

## Farmacologia

### Mecanisme d'acció
Es desconeix el mecanisme d'acció exacte de la isotretinoïna, però diversos estudis han demostrat que la isotretinoïna indueix l'apoptosi (mort cel·lular programada) en diverses cèl·lules del cos. La mort cel·lular pot ser instigada a les glàndules de Meibom,  a les cèl·lules hipotalàmiques,  a les cèl·lules de l'hipocamp i, d'especial importància per al tractament de l'acne, a les cèl·lules de les glàndules sebàcies. La isotretinoïna té una afinitat baixa pels receptors d'àcid retinoic i els receptors  X de retinoides (RXR), però intracel·lularment es pot convertir en metabòlits que actuen com a agonistes dels receptors nuclears de l'àcid retinoic i dels RXR.
Hi ha un estudi que suggereix que aquest fàrmac amplifica la producció cutània de lipocalina associada a la gelatinasa de neutròfils, substància que s'ha demostrat que redueix la producció de seu induint l'apoptosi de les cèl·lules de les glàndules sebàcies, alhora que presenta un efecte antimicrobià sobre Cutibacterium acnes. Aquest fàrmac disminueix la mida i la producció de seu de les glàndules sebàcies. La isotretinoïna és l'únic fàrmac disponible per a l'acne que afecta els quatre processos patògens principals de l'acne, cosa que el diferencia d'altres tractaments alternatius (com els antibiòtics) i explica la seva eficàcia en casos greus i noduloquístics. L'efecte de la isotretinoïna sobre la producció de seu pot ser temporal,  o la remissió de la malaltia pot ser "completa i prolongada en el temps".
S'ha especulat que la isotretinoïna regula a la baixa la telomerasa, inhibint la "immortalitat cel·lular i la tumorigènesi". En un estudi de 2007, es va demostrar que la isotretinoïna inhibeix l'acció de la metal·loproteasa MMP-9 (gelatinasa) en el seu sense cap influència sobre l'acció dels inhibidors tissulars de les metal·loproteases (TIMP1 i TIMP2).  Se sap que les metal·loproteases tenen un paper important en la patogènesi de l'acne.

#### Efectes sobre el sistema nerviós central (SNC)
Una possible base biològica per als informes de casos de depressió implica una disminució del metabolisme a l'escorça orbitofrontal del lòbul frontal. També s'ha trobat que la disminució del metabolisme a l'escorça orbitofrontal es correlaciona amb cefalees. Les persones que notifiquen mal de cap com a efecte secundari sovint també informen concomitantment la presència de símptomes neuropsiquiàtrics, especialment depressió; s'ha establert una relació estadísticament significativa entre la presència de cefalees i la depressió. S'ha suggerit que aquelles persones sensibles als efectes sobre el SNC induïts per la isotretinoïna també poden ser susceptibles a altres efectes secundaris psiquiàtrics com la depressió.
Estudis en ratolins i rates han trobat que els retinoides, inclosa la isotretinoïna, s'uneixen als receptors dopaminèrgics del sistema nerviós central. La isotretinoïna pot afectar la neurotransmissió dopaminèrgica alterant l'estructura dels receptors de dopamina i disminuint-ne l'activitat dopaminèrgica. El sistema dopaminèrgic està implicat en nombrosos trastorns psicològics, inclosa la depressió. També es creu que la isotretinoïna afecta el sistema serotoninèrgic: augmenta l'expressió de receptors 5-HT a la neurona presinàptica, cosa que fa que s'inhibeixi la secreció de serotonina. La isotretinoïna, directament i indirectament, també augmenta la traducció de la proteïna transportadora de serotonina, cosa que dona lloc a un augment de la recaptació i, en conseqüència, a una reducció de la disponibilitat sinàptica d'aquest neurotransmissor.
La inhibició de la neurogènesi a l'hipocamp també pot tenir un paper en el desenvolupament de la depressió induïda per isotretinoïna. Un altre efecte de la isotretinoïna sobre el cervell implica la funció de l'àcid retinoic a l'hipotàlem, el centre regulador hormonal del cervell i part de l'eix hipotalàmic-pituïtari-adrenal, eix clau en la resposta del cos a l'estrès. Altres regions cerebrals regulades per l'àcid retinoic i potencialment alterades per la isotretinoïna inclouen l'escorça frontal i l'estriat.

### Farmacocinètica i farmacodinàmica
Gràcies al seu alt nivell de lipofília, la isotretinoïna oral s'absorbeix millor quan es pren amb aliments rics en greixos. L'eficàcia de la isotretinoïna es duplica quan es pren després d'un àpat ric en greixos en comparació amb quan es pren sense menjar. A causa de la relació molecular de la isotretinoïna amb la vitamina A, no es pot prendre amb suplements que en continguin pel perill de toxicitat per sobredosi acumulada. La isotretinoïna també interacciona amb la tetraciclina, una altra classe de fàrmac per a l'acne, i amb preparacions de progesterona microdosificades, noretisterona / etinilestradiol, herba de Sant Joan, fenitoïna i corticoesteroides sistèmics.
La isotretinoïna s'uneix principalment (99,9%) a proteïnes plasmàtiques, principalment a l'albúmina . Després de l'administració oral es detecten 3 metabòlits de la isotretinoina en plasma: la 4-oxo-isotretinoïna, l'àcid retinoide (tretinoïna) i l'àcid 4-oxo-retinoic (4-oxo-tretinoïna). La isotretinoïna també s'oxida, de manera irreversible, a 4-oxo-isotretinoïna, que a la vegada forma el seu isòmer geomètric 4-oxo-tretinoïna. Després de l'administració via oral de 80 mg d'una suspensió líquida  de 14 C-isotretinoïna, s'ha establert que l'activitat en sang d'aquesta isotretinoina marcada amb C14 té una vida mitjana de 90 hores. Els metabòlits de la isotretinoïna i els seus conjugats s'excreten a l'orina i a les femtes del subjecte en quantitats relativament iguals. Després d'una  sola administració de 80 mg d'Isotretinoïna per via oral a 74 subjectes adults sans després d'un àpat, es va establir que la vida mitjana d'eliminació ± SD (t 1/2 ) de la isotretinoïna i la 4-oxo-isotretinoïna era de 21,0 ± 8,2 hores i 24,0 ± 5,3 hores, respectivament. Després de dosis tant individuals com múltiples, les proporcions d'acumulació observades de la isotretinoïna van oscil·lar entre 0,90 i 5,43 en persones amb acne quístic.

## Història
El compost àcid 13-cis-retinoic va ser estudiat per primer cop a la dècada de 1960 als laboratoris Roche, a Suïssa, per Werner Bollag com a tractament per al càncer de pell. Els experiments realitzats el 1971 van demostrar que el compost era probable que fos ineficaç per al càncer, però, sorprenentment, que podria ser útil per tractar l'acne. No obstant això, aquells estudis també van demostrar que el compost podia causar defectes de naixement, de manera que, com a conseqüència dels esdeveniments relacionats amb la talidomida, Roche va abandonar el producte. El 1979, es va publicar un article que informava de l'eficàcia del fàrmac com a tractament de l'acne quística i conglobata en catorze pacients, tretze dels quals van experimentar una remissió total de la malaltia. En els assaigs clínics, els subjectes es van examinar acuradament per tal d'evitar incloure dones gestants o que poguessin quedar embarassades. En la nova sol·licitud per a l'aprovació de la isotretinoïna per al tractament de l'acne que Roche va presentar a la FDA, va incloure dades que mostraven que el fàrmac causava defectes de naixement en conills.[cal cita mèdica] La FDA va aprovar la sol·licitud el 1982.
Al mateix temps que es va comercialitzar el fàrmac als EUA, els científics implicats en els assajos clínics van publicar articles que advertien del perill de defectes de naixement. Així i tot, la isotretinoïna va ser adoptada ràpidament i àmpliament, tant entre dermatòlegs com entre metges de capçalera. Els casos de defectes de naixement ja van començar a aparèixer durant aquell primer any, la qual cosa va portar la FDA a publicar informes de casos i a Roche a enviar cartes d'advertència als metges i a col·locar adhesius d'advertència a les capses de medicaments i a incloure advertències més fortes a la fitxa tècnica. En aquell moment ja es van començar a presentar denúncies contra Roche. El 1983 es va convocar el comitè assessor de la FDA que va recomanar la inclusió de mesures més dures. Mesures que quan la FDA les va prendre no tenien precedents. Entre altres mesures es va advertir als bancs de sang que no acceptessin sang de persones que prenien el medicament i es va afegir una advertència a la fitxa tècnica aconsellant a les dones que comencessin a prendre anticonceptius un mes abans de començar el tractament. No obstant això, l'ús del medicament va continuar creixent, així com el nombre de nadons nascuts amb defectes de naixement. El 1985 l'advertiment que portava la fitxa tècnica es va actualitzar per incloure també una advertència escrita a la capsa. A principis de 1988, la FDA va demanar un altre comitè assessor i els empleats de la FDA van preparar una nota interna estimant que al voltant de 1.000 nadons havien nascut amb defectes de naixement a causa de la isotretinoïna, que havia causat fins a uns 1.000 avortaments espontanis i que entre 5.000 i 7.000 dones havien avortat a causa de la isotretinoïna. Aquesta nota interna es va filtrar a The New York Times uns dies abans de la reunió, la qual cosa va provocar una tempesta d'atenció mediàtica. A la reunió del comitè, dermatòlegs i Roche van advocar per mantenir el medicament al mercat alhora que s'augmentaven els esforços educatius; mentre que pediatres i el Centre per al Control i la Prevenció de Malalties (CDC, per les seves sigles en anglès) van advocar per retirar el medicament del mercat. El comitè va recomanar restringir els metges que podien prescriure el medicament i requerir una segona opinió abans que es pogués prescriure. La FDA, creient que no tenia autoritat per restringir qui tenia dret a prescriure el medicament, el va mantenir al mercat, però va prendre mesures encara més estrictes: va exigir que Roche fes les advertències encara més visibles i gràfiques a la capsa, va proporcionar formularis de consentiment informat als metges per utilitzar-los abans de prescriure el medicament i va fer realitzar estudis de seguiment per tal de comprovar si les noves mesures reduïen l'exposició del medicament a les dones embarassades. Roche va implementar aquestes mesures i es va oferir a pagar l'assessorament anticonceptiu i les proves d'embaràs per a dones a qui es prescrivia el medicament.
Un informe del CDC publicat l'any 2000,  va mostrar problemes amb el Programa de prevenció de l'embaràs, va demostrar que l'augment de les receptes es devia a l'ús fora de fitxa tècnica, i va impulsar Roche a renovar el seu programa de prevenció, afegint canvis a la fitxa tècnica com ara el requisit per a dues proves d'embaràs consecutives, l'ús de dos tipus de mètodes anticonceptius i que els metges entreguessin les receptes directament al farmacèutic, a més a més de proporcionar materials educatius addicionals i proves d'embaràs gratuïtes. La FDA va tenir una altra reunió d'assessorament a finals de l'any 2000 que va tornar a debatre com evitar que les dones embarassades estiguessin exposades al fàrmac; els dermatòlegs van declarar sobre la notable eficàcia del fàrmac, l'impacte psicològic de l'acne i van exigir autonomia per prescriure el fàrmac; altres van advocar per la retirada del fàrmac o perquè es prenguessin mesures molt més estrictes. L'any 2001, la FDA va anunciar un nou programa de prevenció que requeria que Roche proporcionés materials de formació específics per als metges, que els metges signessin i retornessin una carta a Roche confirmant que havien revisat els materials de formació, que Roche enviés als metges adhesius de confirmació de proves d'embaràs negatives; adhesius que els metges havien de posar sobre cada nova recepta. Aquests canvis van comportar que les receptes només fossin vàlides per trenta dies i que no fossin renovables, ja que es requeria una nova prova d'embaràs per a cada recepta.
El febrer de 2002, la patent de Roche per a la isotretinoïna va caducar, i ara hi ha moltes altres empreses que en venen versions genèriques més barates. El 29 de juny de 2009, Roche Pharmaceuticals, el creador i distribuïdor original de la isotretinoïna, va interrompre oficialment tant la fabricació com la distribució de la seva marca Accutane als Estats Units com a conseqüència de la baixa quota de mercat (per sota del 5%), juntament amb l'alt cost de defensar les demandes per danys personals presentades per algunes persones. Els laboratoris Roche dels Estats Units continuen defensant l'Accutane i afirmen haver tractat més de 13 milions de persones des de la seva comercialització el 1982. F. Hoffmann-La Roche Ltd. continua fabricant i distribuint Roaccutane fora dels Estats Units.
L'actor James Marshall, entre molts d'altres, va demandar a Roche per una malaltia suposadament relacionada amb Accutane que li va suposar l'extirpació del còlon. El jurat, però, va decidir que James Marshall ja tenia una malaltia intestinal preexistent.
Als Estats Units s'han celebrat diversos judicis sobre reclamacions de malalties inflamatòries intestinals, i molts d'ells han donat lloc a decisions judicials multimilionàries contra els fabricants d'isotretinoïna.

## Societat i cultura

### Marques
Des del 2017, la isotretinoïna es comercialitza sota moltes altres marques a tot el món: A-Cnotren, Absorica, Accuran, Accutane, Accutin, Acne Free, Acnecutan, Acnegen, Acnemin, Acneone, Acneral, Acnestar, Acnetane, Acnetin A, Acnetrait, Acnetrex, Acnogen, Acnotin, Acnotren, Acretin, Actaven, Acugen, Acutret, Acutrex, Ai Si Jie, Aisoskin, Aknal, Aknefug Iso, Aknenormin, Aknesil, Aknetrent, Amnesteem, Atlacne, Atretin, Axotret, Casius, Ciscutan, Claravis, Contracné, Curacne, Curacné, Curakne, Curatane, Cuticilin, Decutan, Dercutane, Effederm, Epuris, Eudyna, Farmacne, Flexresan, Flitrion, I-Ret, Inerta, Inflader, Inotrin, Isac, Isdiben, Isoacne, Isobest, Isocural, Isoderm, Isoface, IsoGalen, Isogeril, Isolve, Isoprotil, Isoriac, Isosupra, Isosupra Lidose, Isotane, Isotina, Isotinon, Isotren, Isotret, Isotretinoin, Isotretinoina, Isotretinoína, Isotretinoine, Isotretinoïne, Isotrétinoïne, Isotretinoinum, Isotrex, Isotrin, Isotroin, Izotek, Izotziaja, Lisacne, Locatret, Mayesta, Medinac, Myorisan, Neotrex, Netlook, Nimegen, Noitron, Noroseptan, Novacne, Oralne, Oraret, Oratane, Piplex, Policano, Procuta, Reducar, Retacnyl, Retin A, Roaccutan, Roaccutane, Roacnetan, Roacta, Roacutan, Rocne, Rocta, Sotret, Stiefotrex, Tai Er Si, Teweisi, Tretin, Tretinac, Tretinex, Tretiva, Tufacne, Zenatane, Zerocutan, Zonatian ME i Zoretanin.
La combinació tòpica de fàrmacs eritromicina/isotretinoïna combina l'antibiòtic eritromicina amb la isotretinoïna i s'ha comercialitzat sota diferents marques, com per exemple, Isotrex Eritromicina, Isotrexin i Munderm.